# Samsi Sastrawidagda
Samsi Sastrawidagda (Soerakarta, 13 maart 1894 – overleden 1963) was een Indonesisch econoom en de eerste minister van financiën van Indonesië.
Samsi promoveerde in 1925 op het onderwerp "De ontwikkeling van de handelspolitiek van Japan" aan de Handelshogeschool in Rotterdam. Aan het einde van de Japanse bezetting van Nederlands-Indië in 1945 was Dr. Samsi lid van het onderzoekscomité ter voorbereiding op de Indonesische onafhankelijkheid (BPUPK). Direct na het uitroepen van de onafhankelijkheid besloot het Voorbereidend Comité voor de Indonesische Onafhankelijkheid op 19 augustus 1945 om Samsi aan te wijzen als de eerste minister van financiën in het kabinet dat Kabinet Presidensial zou gaan heten. Na ruim een maand werd hij vanwege gezondheidsproblemen al vervangen door Alexander Andries Maramis, die daarvoor minister van staat was.